# Sulútiube
Sulútiube (en rus: Сулутюбе) és un poble de la república del Daguestan, a Rússia. Segons el cens del 2010 tenia 49 habitants.